# Nuoto ai campionati mondiali di nuoto 2022 - 200 metri rana maschili
La gara di nuoto dei 200 metri rana maschili dei campionati mondiali di nuoto 2022 è stata disputata il 22 e 23 giugno 2022 presso la Duna Aréna di Budapest. Vi hanno preso parte 44 atleti provenienti da 40 nazioni.
La competizione è stata vinta dal nuotatore australiano Zac Stubblety-Cook, mentre l'argento è andato ex aequo al giapponese Yū Hanaguruma e allo svedese Erik Persson.

## Podio
| Posizione | Atleta             | Nazionalità |
| --------- | ------------------ | ----------- |
| Oro       | Zac Stubblety-Cook | Australia   |
| Argento   | Yū Hanaguruma      | Giappone    |
| Argento   | Erik Persson       | Svezia      |

## Programma
| Data           | Ora (UTC+2) | Turno      |
| -------------- | ----------- | ---------- |
| 22 giugno 2022 | 09:50       | Batterie   |
| 22 giugno 2022 | 18:45       | Semifinali |
| 23 giugno 2022 | 19:28       | Finale     |

## Record
Prima della competizione il record del mondo e il record dei campionati erano i seguenti:
| Record mondiale       | 2'05"95 | Zac Stubblety-Cook Australia | 19 maggio 2022 Adelaide, Australia    |
| Record dei campionati | 2'06"12 | Anton Čupkov Russia          | 26 luglio 2019 Gwangju, Corea del Sud |

Nel corso della competizione non sono stati migliorati.

## Risultati

### Batterie
| Pos. | Batteria | Corsia | Atleta                      | Nazionalità             | Tempo   | Note   |
| ---- | -------- | ------ | --------------------------- | ----------------------- | ------- | ------ |
| 1    | 5        | 4      | Zac Stubblety-Cook          | Australia               | 2'09"09 | Q      |
| 2    | 5        | 6      | Caspar Corbeau              | Paesi Bassi             | 2'09"15 | Q      |
| 3    | 3        | 6      | Charlie Swanson             | Stati Uniti             | 2'09"36 | Q      |
| 4    | 3        | 5      | Erik Persson                | Svezia                  | 2'09"58 | Q      |
| 5    | 3        | 7      | Anton McKee                 | Islanda                 | 2'09"69 | Q      |
| 6    | 4        | 3      | Yū Hanaguruma               | Giappone                | 2'09"86 | Q      |
| 7    | 3        | 4      | Matti Mattsson              | Finlandia               | 2'10"05 | Q      |
| 8    | 4        | 5      | Ryūya Mura                  | Giappone                | 2'10"20 | Q      |
| 9    | 5        | 5      | Nic Fink                    | Stati Uniti             | 2'10"27 | Q      |
| 10   | 4        | 4      | Arno Kamminga               | Paesi Bassi             | 2'10"33 | Q, RIT |
| 11   | 4        | 6      | Cho Sung-jae                | Corea del Sud           | 2'10"69 | Q      |
| 12   | 4        | 7      | Dawid Wiekiera              | Polonia                 | 2'10"86 | Q      |
| 13   | 5        | 3      | James Wilby                 | Gran Bretagna           | 2'11"29 | Q      |
| 14   | 5        | 7      | Lyubomir Epitropov          | Bulgaria                | 2'11"52 | Q      |
| 15   | 5        | 1      | Denis Petrashov             | Kirghizistan            | 2'11"88 | Q      |
| 16   | 3        | 3      | Matthew Wilson              | Australia               | 2'11"89 | Q      |
| 17   | 3        | 0      | Amro Al-Wir                 | Giordania               | 2'11"99 | Q      |
| 18   | 3        | 2      | Antoine Viquerat            | Francia                 | 2'12"27 |        |
| 19   | 3        | 1      | Caio Pumputis               | Brasile                 | 2'12"72 |        |
| 20   | 4        | 2      | Andrius Šidlauskas          | Lituania                | 2'13"13 |        |
| 21   | 2        | 7      | Maksym Ovchinnikov          | Ucraina                 | 2'13"33 |        |
| 22   | 5        | 2      | Qin Haiyang                 | Cina                    | 2'13"35 |        |
| 23   | 2        | 3      | James Dergousoff            | Canada                  | 2'13"89 |        |
| 24   | 2        | 6      | Daniils Bobrovs             | Lettonia                | 2'13"96 |        |
| 25   | 3        | 8      | Maximillian Wei Ang         | Singapore               | 2'14"14 |        |
| 26   | 5        | 8      | Savvas Thomoglou            | Grecia                  | 2'14"20 |        |
| 27   | 2        | 5      | Cai Bing-rong               | Taipei cinese           | 2'15"46 |        |
| 28   | 2        | 8      | Constantin Malachi          | Moldavia                | 2'16"25 |        |
| 29   | 5        | 0      | Phạm Thanh Bảo              | Vietnam                 | 2'17"34 |        |
| 30   | 4        | 9      | Taichi Vakasama             | Figi                    | 2'17"49 |        |
| 31   | 2        | 4      | Bernhard Tyler Christianson | Panama                  | 2'18"77 |        |
| 32   | 2        | 9      | Liam Davis                  | Zimbabwe                | 2'19"62 |        |
| 33   | 2        | 1      | Jonathan Cook               | Filippine               | 2'19"95 |        |
| 34   | 3        | 9      | Adriel Sanes                | Isole Vergini Americane | 2'20"41 |        |
| 35   | 1        | 5      | Abdulaziz Al-Obaidly        | Qatar                   | 2'21"82 |        |
| 36   | 1        | 2      | Saud Ghali                  | Bahrein                 | 2'23"68 |        |
| 37   | 1        | 4      | Jonathan Chung Yee          | Mauritius               | 2'24"36 |        |
| 38   | 2        | 0      | Arnoldo Herrera             | Costa Rica              | 2'24"46 |        |
| 39   | 1        | 6      | Brandon Schuster            | Samoa                   | 2'25"04 |        |
| 40   | 1        | 3      | Andrej Stojanovski          | Macedonia del Nord      | 2'26"11 |        |
| -    | 1        | 7      | Luis Sebastian Weekes       | Barbados                | -       | dns    |
| -    | 2        | 2      | André Klippenberg Grindheim | Norvegia                | -       | dns    |
| -    | 4        | 0      | Adam Chillingworth          | Hong Kong               | -       | dq     |
| -    | 4        | 1      | Christopher Rothbauer       | Austria                 | -       | dq     |
| -    | 4        | 8      | Carles Coll                 | Spagna                  | -       | dq     |
| -    | 5        | 9      | Ron Polonsky                | Israele                 | -       | dq     |

### Semifinali
| Pos. | Semifinale | Corsia | Atleta             | Nazionalità   | Tempo   | Note |
| ---- | ---------- | ------ | ------------------ | ------------- | ------- | ---- |
| 1    | 2          | 4      | Zac Stubblety-Cook | Australia     | 2'06"72 | Q    |
| 2    | 2          | 3      | Anton McKee        | Islanda       | 2'08"74 | Q    |
| 3    | 1          | 3      | Yū Hanaguruma      | Giappone      | 2'08"75 | Q    |
| 4    | 1          | 5      | Erik Persson       | Svezia        | 2'08"84 | Q    |
| 5    | 2          | 6      | Matti Mattsson     | Finlandia     | 2'09"04 | Q    |
| 6    | 1          | 4      | Caspar Corbeau     | Paesi Bassi   | 2'09"17 | Q    |
| 7    | 2          | 2      | Nic Fink           | Stati Uniti   | 2'09"23 | Q    |
| 8    | 1          | 6      | Ryūya Mura         | Giappone      | 2'09"69 | Q    |
| 9    | 1          | 2      | Cho Sung-jae       | Corea del Sud | 2'09"81 |      |
| 10   | 1          | 7      | James Wilby        | Gran Bretagna | 2'09"85 |      |
| 11   | 2          | 5      | Charlie Swanson    | Stati Uniti   | 2'09"89 |      |
| 12   | 1          | 1      | Denis Petrashov    | Kirghizistan  | 2'11"00 |      |
| 13   | 2          | 1      | Lyubomir Epitropov | Bulgaria      | 2'11"01 |      |
| 14   | 1          | 8      | Amro Al-Wir        | Giordania     | 2'11"05 |      |
| 15   | 2          | 8      | Matthew Wilson     | Australia     | 2'11"44 |      |
| -    | 2          | 7      | Dawid Wiekiera     | Polonia       | -       | dq   |

### Finale
| Pos.    | Corsia | Atleta             | Nazionalità | Tempo   | Note |
| ------- | ------ | ------------------ | ----------- | ------- | ---- |
| Oro     | 4      | Zac Stubblety-Cook | Australia   | 2'07"07 |      |
| Argento | 3      | Yū Hanaguruma      | Giappone    | 2'08"38 |      |
| Argento | 6      | Erik Persson       | Svezia      | 2'08"38 |      |
| 4       | 8      | Ryūya Mura         | Giappone    | 2'08"86 |      |
| 5       | 1      | Nic Fink           | Stati Uniti | 2'09"05 |      |
| 6       | 5      | Anton McKee        | Islanda     | 2'09"37 |      |
| 7       | 7      | Caspar Corbeau     | Paesi Bassi | 2'09"62 |      |
| 8       | 2      | Matti Mattsson     | Finlandia   | 2'09"65 |      |